# Boreomysis sphaerops
Boreomysis sphaerops är en kräftdjursart som beskrevs av Ii 1964. Boreomysis sphaerops ingår i släktet Boreomysis och familjen Mysidae. Inga underarter finns listade i Catalogue of Life.